# 아이티후티아속
아이티후티아속(Plagiodontia)은 후티아과에 속하는 설치류 속이다. 현존하는 유일종 아이티후티아와 3종의 멸종 종으로 이루어져 있다. 학명은 그리스어로 "비스듬한(사선의) 이빨"(oblique tooth)이라는 의미이다.

## 하위 종
- 아이티후티아 또는 이스파니올라후티아 (Plagiodontia aedium)) F. Cuvier, 1836
- † 산라파엘후티아 또는 넓은이빨후티아 (Plagiodontia araeum) Ray, 1964
- † 사마나후티아 (Plagiodontia ipnaeum) Johnson, 1948
- † Plagiodontia spelaeum